# Liste der Baudenkmäler in Würzburg-Heidingsfeld
In der Liste der Baudenkmäler in Heidingsfeld sind die Baudenkmäler im Würzburger Stadtbezirk 08 Heidingsfeld aufgelistet.
Diese Liste ist eine Teilliste der Liste der Baudenkmäler in Würzburg. Grundlage der Liste ist die Bayerische Denkmalliste, die auf Basis des bayerischen Denkmalschutzgesetzes vom 1. Oktober 1973 erstmals erstellt wurde und seither durch das Bayerische Landesamt für Denkmalpflege geführt und aktualisiert wird. Die folgenden Angaben ersetzen nicht die rechtsverbindliche Auskunft der Denkmalschutzbehörde.

In dieser Kartenansicht sind Baudenkmäler ohne Koordinaten mit einem roten bzw. orangen Marker dargestellt und können in der Karte gesetzt werden. Baudenkmäler ohne Bild sind mit einem blauen bzw. roten Marker gekennzeichnet, Baudenkmäler mit Bild mit einem grünen bzw. orangen Marker.

## Baudenkmäler
| Lage | Objekt                                                          | Beschreibung | Akten-Nr.       | Bild                                                            |
| --- | --------------------------------------------------------------- | --- | --------------- | --------------------------------------------------------------- |
| Am Nikolaustor 4 (Standort)                                                                                               | Inschriftsockel mit Kruzifix                                    | Sandstein und Kalkstein, bezeichnet „1769“ | D-6-63-000-357  | Inschriftsockel mit Kruzifix                                    |
| Am Ostbahnhof 1 (Standort)                                                                                                | Schule                                                          | Freistehender zweigeschossiger Halbwalmdachbau über hohem Kellergeschoss mit Freitreppe, Kalksteinmauerwerk mit Sandsteinrahmungen, um 1895 | D-6-63-000-729  | Schule                                                          |
| Am Ostbahnhof 20 (Standort)                                                                                               | Gartenvilla                                                     | Freistehender zweigeschossiger Walmdachbau mit übergiebelten Risaliten und Eingangsloggia, Putzmauerwerk mit Sandsteingliederung über Kalksteinkellersockel, Obergeschoss mit Drempel und Zierfachwerk, historisierend, Andreas Pfannes, 1899 | D-6-63-000-14   | Gartenvilla                                                     |
| Am Ostbahnhof 22, Glacisweg 2, Bahnlinie Treuchtlingen – Würzburg; Nähe Am Ostbahnhof; Winterhäuser Straße 106 (Standort) | Ehemaliger Bahnhof, Hauptgebäude                                | Zweieinhalbgeschossiger Walmdachbau mit eingeschossigen Seitenflügeln, entlang der Gleisseite angebaute Perronüberdachung auf Holzsäulen, Sandsteinquaderbau mit sparsamen Gliederungen, spätklassizistisch, um 1860 | D-6-63-000-13   | Ehemaliger Bahnhof, Hauptgebäude                                |
| Am Ostbahnhof 22 (Standort)                                                                                               | Ehemaliger Bahnhof, Nebengebäude                                | Eingeschossiger Satteldachbau mit Laderampe, Sandsteinquaderbau mit sparsamen Werksteingliederungen, spätklassizistisch, um 1860 | D-6-63-000-13   | BW                                                              |
| Am Ostbahnhof 24 (Standort)                                                                                               | Eisenbahnbrücke                                                 | Dreijochige Rundbogenbrücke, Quadermauerwerk, Muschelkalk, um 1864, Überbau 1937 | D-6-63-000-1129 | BW                                                              |
| Am Westbahnhof; Bahnlinie Neckarelz - Würzburg; Seibertsklinge (Standort)                                                 | Wegkreuz                                                        | Inschriftsockel mit Patriarchenkreuz, Kalkstein, bezeichnet „1784“ | D-6-63-000-569  | Wegkreuz                                                        |
| An der Jahnhöhe 2 (Standort)                                                                                              | Wohnhaus                                                        | Freistehendes zweigeschossiges Mansardwalmdachhaus, Putzmauerwerk mit Werksteinrahmungen, um 1800 | D-6-63-000-20   | Wohnhaus                                                        |
| Bürgermeister-Otto-Straße 5 (Standort)                                                                                    | Wohnhaus                                                        | Zweigeschossiger Mansardwalmdachbau mit geschweiftem Zwerchgiebel über Steinbalkon, Backstein mit Kalksteingliederungen, eiserne Hofpforte, 1904 | D-6-63-000-735  | BW                                                              |
| Klingenstraße (an der Stadtmauer) (Standort)                                                                              | Wappenrelief                                                    | Doppelschild mit doppelköpfigem Adler und stehendem Löwen, ursprünglich am abgegangenen Klingentor angebracht, gotisch, Sandstein, 14./15. Jahrhundert, erneuert | D-6-63-000-270  | Wappenrelief                                                    |
| Dürrenberg 14 (Standort)                                                                                                  | Ehemaliges Winzerhaus                                           | Zweigeschossiger Satteldachbau mit einseitigem Halbwalm, verputztes vorkragendes Fachwerkobergeschoss, im Erdgeschoss Kelterhalle mit Rundbogentor, 1431(dendrochronologisch datiert), bezeichnet 1525 (Kellerfenster), und „17( )4“ (Torbogen) | D-6-63-000-741  | Ehemaliges Winzerhaus                                           |
| Dürrenberg 21 (Standort)                                                                                                  | Wohnhaus                                                        | Zweigeschossiger traufständiger Satteldachbau mit verputztem Fachwerkobergeschoss, geohrte Kalksteintürrahmung, bezeichnet „1774“ | D-6-63-000-743  | weitere Bilder                                                  |
| Dürrenberg 26 (Standort)                                                                                                  | Wohnhaus                                                        | Zweigeschossiger giebelständiger Satteldachbau mit einhüftigem Giebel, verputztes Fachwerkobergeschoss teilweise massiv erneuert, Erdgeschoss mit Werksteinrahmungen, um 1700, mit älterem Kern | D-6-63-000-744  | Wohnhaus                                                        |
| Dürrenberg 38/40 (Standort)                                                                                               | Winzerhaus                                                      | Zweigeschossiger giebelständiger Halbwalmdachbau mit verputztem teilweise vorkragendem Fachwerkobergeschoss und Kelterhalle mit Rundbogenöffnung im Erdgeschoss, zweigeschossiger traufständiger Annexbau mit Satteldach und Aufzugsgaube, zweite Hälfte 18. Jahrhundert, im Kern wohl spätmittelalterlich | D-6-63-000-745  | Winzerhaus                                                      |
| Dürrenberg 38/40 (Standort)                                                                                               | Hausmadonna                                                     | Farbig gefasster Stein, 19. Jahrhundert | D-6-63-000-745  | BW                                                              |
| Fuchsgasse 7; Nähe Ruppertsgasse (Standort)                                                                               | Katholische Pfarrkirche St. Laurentius                          | Dreischiffige Pseudobasilika mit Satteldach und eingezogenem erhöhtem Chor mit Dreiseitschluss, darunter Unterkirche, an der südlichen Langhausseite romanischer Turm vom kriegszerstörten Vorgängerbau mit Pyramidendach, auf der gegenüber liegenden Langhausseite neuer niedrigerer Turm mit Pyramidendach und Laterne mit Turmuhr, platzbeherrschender Westgiebel mit seitlichen Treppenanbauten, zentrales Figurenportal und Fensterrosette, unverputzter Kalkbruchstein, Hans Schädel, 1948–50, Turmmauerwerk mit Werksteingliederungen, 12. Jahrhundert; mit Ausstattung                                                                                | D-6-63-000-266  | weitere Bilder                                                  |
| Fuchsgasse 7; Nähe Ruppertsgasse (Standort)                                                                               | Kapellennische                                                  | Freistehender Giebelbau mit Rundbogenöffnung, profilierte und ornamentierte Rahmung, Kalkstein, Renaissance, 16./17. Jahrhundert, Wiederaufbau nach Kriegszerstörung am neuen Standort um 1950; mit Werksteinspolien der alten Kirche | D-6-63-000-266  | BW                                                              |
| Fuchsgasse 7; Nähe Ruppertsgasse (Standort)                                                                               | Ölbergsgruppe                                                   | Sandstein, Tilman Riemenschneider, spätgotisch, 1505–1510, jetzt in einen modernen Anbau innerhalb der Kirche | D-6-63-000-266  | BW                                                              |
| Heriedenweg, ca. 200 m östlich ()                                                                                         | Heriedenbrünnlein                                               | Pilgerrast beim Blutbild; nicht nachqualifiziert | D-6-63-000-191  |                                                                 |
| Heriedenweg, ca. 100 m östlich der Unterführung ()                                                                        | Kruzifix-Sockel                                                 | 19. Jahrhundert; nicht nachqualifiziert | D-6-63-000-188  |                                                                 |
| Nähe Heriedenweg, ca. 300 m nach der Bahnunterführung an der rechten Grabenböschung (Standort)                            | Bildstock                                                       | Geschweifter Inschriftsockel mit Nischenaufsatz und eingestellter Pietà, Neorokoko, Kalkstein, bezeichnet „1915“ | D-6-63-000-189  | BW                                                              |
| Nähe Hofmannstraße (Standort)                                                                                             | Israelitischer Friedhof                                         | Ummauertes Areal mit kleiner Leichenhalle und Grabsteinen, 1811–1942 | D-6-63-000-199  | BW                                                              |
| Katzenberg; Mittlerer Katzenbergweg; Kirchgasse 8; ca. 150 m nördlich der Autobahn, in einer Weinbergmauer ()             | Bildstock                                                       | Bezeichnet „1796“ (Aufsatz Kopie); nicht nachqualifiziert | D-6-63-000-192  |                                                                 |
| Kirchgasse 8 (Standort)                                                                                                   | Wohnhaus                                                        | Zweigeschossiger Satteldachbau mit geschweiften Blendgiebeln in Ecklage, Putzmauerwerk mit Kalksteinrahmungen, Renaissance, 16. Jahrhundert, Umbau 18. Jahrhundert, historisierende Renovierung 1938 | D-6-63-000-263  | Wohnhaus                                                        |
| Kirchgasse 18 (Standort)                                                                                                  | Bildstockaufsatz                                                | Kreuzigungsgruppe mit Cherub, vermauerter farbig gefasster Stein, 17. Jahrhundert | D-6-63-000-264  | Bildstockaufsatz                                                |
| Kirchhofstraße 1 (Standort)                                                                                               | Friedhof Heidingsfeld                                           | Ummauert, mit Grabdenkmälern, zweite Hälfte 19. Jahrhundert bis Anfang 20. Jahrhundert | D-6-63-000-265  | Friedhof Heidingsfeld                                           |
| Klingenstraße 20 (Standort)                                                                                               | Hausmadonna, Maria mit dem Jesuskind und Johannesknaben         | Zweite Hälfte 18. Jahrhundert, erneuert | D-6-63-000-761  | Hausmadonna, Maria mit dem Jesuskind und Johannesknaben         |
| Klingenstraße 33 (Standort)                                                                                               | Wohnhaus                                                        | Zweigeschossiger Satteldachbau mit verputztem vorkragendem Fachwerkobergeschoss über Konsolsteinen in Ecklage, 17./18. Jahrhundert, zweigeschossiger traufständiger Satteldachanbau, Putzmauerwerk, 19. Jahrhundert | D-6-63-000-762  | Wohnhaus                                                        |
| Klingenstraße 36 (Standort)                                                                                               | Wohnhaus                                                        | Zweigeschossiger giebelständiger Krüppelwalmdachbau mit Fachwerkobergeschoss, 17./18. Jahrhundert, Erdgeschoss verändert | D-6-63-000-269  | Wohnhaus                                                        |
| Klopfergasse 4 (Standort)                                                                                                 | Wohnhaus                                                        | Zurückliegendes dreigeschossiges verputztes Fachwerkhaus mit Satteldach, 17. Jahrhundert | D-6-63-000-763  | Wohnhaus                                                        |
| Klopfergasse 8 (Standort)                                                                                                 | Wohnhaus                                                        | Zweigeschossiger giebelständiger Halbwalmdachbau, Erdgeschoss mit geohrten Rahmungen und Dachdecker-Zunftzeichen, bezeichnet „1766“ | D-6-63-000-764  | Wohnhaus                                                        |
| Klopfergasse 18 (Standort)                                                                                                | Kleinhaus                                                       | Eingeschossiger traufständiger Satteldachbau mit verschiefertem Giebel, verputztes Fachwerk über Kellerhanggeschoss, um 1700, teilweise massive Erneuerung, 19. Jahrhundert | D-6-63-000-765  | Kleinhaus                                                       |
| Klosterstraße 46 (Standort)                                                                                               | Ehemaliger Zehnthof des Ritterstifts St. Burkard                | Zweigeschossiges Hauptgebäude mit Treppengiebeln und Zehntkeller, Putzmauerwerk mit Werksteinrahmungen, 16. Jahrhundert, Portaleinbau, bezeichnet „1682“ | D-6-63-000-278  | weitere Bilder                                                  |
| Klosterstraße 46 (Standort)                                                                                               | Ehemaliger Zehnthof des Ritterstifts St. Burkard, Rundturm      | Unverputztes Bruchsteinmauerwerk mit Kegeldach, spätmittelalterlich | D-6-63-000-278  | BW                                                              |
| Klosterstraße 46 (Standort)                                                                                               | Ehemaliger Zehnthof des Ritterstifts St. Burkard, Torhaus       | Mit Bogen, bezeichnet „1574“ | D-6-63-000-278  | BW                                                              |
| Klosterstraße 46 (Standort)                                                                                               | Ehemaliger Zehnthof des Ritterstifts St. Burkard, Brunnen       | Im Hof, bezeichnet „1845“ | D-6-63-000-278  | BW                                                              |
| Klosterstraße 46 (Standort)                                                                                               | Kreuz                                                           | Sockel mit Kruzifix, Sandstein, bezeichnet „1712“ | D-6-63-000-12   | BW                                                              |
| Mönchsgartenweg 15 (Standort)                                                                                             | Bildstock                                                       | Inschriftsockel und Schaft, Kalkstein, bezeichnet „1795“, moderner Aufsatz mit abstrahierter Pietà, um 1970 | D-6-63-000-365  | BW                                                              |
| Münchgasse 3 (Standort)                                                                                                   | Hoftor                                                          | Rundbogen mit Fratze und bekrönendem Pinienzapfen, Kalkstein, bezeichnet „1705“ | D-6-63-000-366  | BW                                                              |
| Oberer Geisbergweg, ca. 200 m nordöstlich der Autobahn ()                                                                 | Bildstock                                                       | 17. Jahrhundert; nicht nachqualifiziert | D-6-63-000-414  |                                                                 |
| Rathausplatz; Zwischengemäuerbach (Heigelsbach) (Standort)                                                                | Brücke über den Heigelsbach                                     | Bogenbrücke mit gemauerter Brüstung, unverputztes Kalksteinmauerwerk, im Kern mittelalterlich In der Mitte der Brüstung verputzte Rundbogennische mit Immaculata, Auwera-Werkstatt, Sandstein, Mitte 18. Jahrhundert (Kopie) | D-6-63-000-446  | Brücke über den Heigelsbach                                     |
| Rathausplatz 2 (Standort)                                                                                                 | Relief, vermutlich ehemaliger Bildstockpfeiler                  | Hochrechteckige Reliefplatte mit Darstellung des heiligen Laurentius und anbetender Stifterfigur (Ritter?) sowie umlaufender gotischer Minuskelschrift, Sandstein, gotisch, um 1400 | D-6-63-000-663  | BW                                                              |
| Reuterstraße 10 (Standort)                                                                                                | Evangelisch-lutherische Pfarrkirche St. Paul                    | Zweischiffige Staffelhalle mit Satteldach und eingezogenem Dreiseitchor mit Mansardwalmdach, seitlicher Fassadenturm mit verschieferter Zwiebelhaube und Laterne, Putzmauerwerk mit Kalksteinrahmungen, Neobarock, um 1912/13; mit Ausstattung; Verbindungsbau zum Pfarrhaus, offener Rundbogen-Arkadengang mit Satteldach, verputztes Mauerwerk mit Kalksteinsäulen, erste Hälfte 20. Jahrhundert; Evangelisches Pfarrhaus, zweigeschossiger Mansardwalmdachbau mit geschweiften Zwerchhausgiebeln, Putzmauerwerk mit Kalksteinrahmungen, barockisierend, um 1912/13; Einfriedung, Kalksteinmauer mit barockisierendem Portal, erstes Viertel 20. Jahrhundert | D-6-63-000-462  | weitere Bilder                                                  |
| Ruppertsgasse 18 (Standort)                                                                                               | Wohnhaus                                                        | Zweigeschossiger traufständiger Satteldachbau mit einseitigem Halbwalm, und verputztem Fachwerkobergeschoss, Erd- und Kellergeschoss mit teilweise geohrten Kallsteinrahmungen, 18. Jahrhundert über älterem Kern | D-6-63-000-502  | Wohnhaus                                                        |
| Schattbergweg () | Bildstock mit Pietà                                             | 1796; nicht nachqualifiziert | D-6-63-000-524  |                                                                 |
| Schollergasse 13 (Standort)                                                                                               | Wohnhaus                                                        | Zweigeschossiger giebelständiger Halbwalmdachbau mit verputztem und teilweise verschiefertem Fachwerkobergeschoss, Erdgeschoss mit geohrten Rahmungen, zweigeschossiger traufständiger Satteldachanbau mit Durchfahrt, teilweise verändert, Mitte 18. Jahrhundert | D-6-63-000-773  | Wohnhaus                                                        |
| Schollergasse 15/17 (Standort)                                                                                            | Wohnhaus                                                        | Langgestreckter zweigeschossiger Mansarddachbau mit einseitigem Krüppelwalm in Ecklage, verputztes Fachwerkobergeschoss, Erdgeschoss mit teilweise geohrten Kalksteinrahmungen, 18. Jahrhundert, Umbau zum Mietshaus mit übergiebeltem massivem Treppenhauseinbau und Wetterfähnchen, bezeichnet „1905“ | D-6-63-000-531  | Wohnhaus                                                        |
| Nähe Seegartenweg (Standort)                                                                                              | Kreuz                                                           | Profilierter Sockel mit Doppelkreuz, Kalkstein, 1707, Doppelkreuz erneuert | D-6-63-000-541  | BW                                                              |
| Stuttgarter Straße 2 (Standort)                                                                                           | Gartenvilla                                                     | Zweigeschossiger Walmdachbau mit verschiedengestaltigen Zwerchgiebeln und unterschiedlich bedachten Turmanbauten, Balkon und Eingangslaube, Putzmauerwerk mit Kalksteingliederungen und Fachwerkbauteilen, Historismus, bezeichnet „1905“ | D-6-63-000-568  | BW                                                              |
| Stuttgarter Straße 2 (Standort)                                                                                           | Zaunpfosteneinfriedung                                          | Kalkstein, Zaunsegmente verändert | D-6-63-000-568  | BW                                                              |
| Unterer Blosenbergweg; ca. 200 m südlich vom Leitenpfad ()                                                                | Bildstock mit heiligem Michael                                  | 17./18. Jahrhundert; nicht nachqualifiziert | D-6-63-000-56   |                                                                 |
| Unterer Blosenbergweg; 400 m südlich vom Leitenpfad, auf einer Weinbergmauer ()                                           | Bildstock                                                       | 1914; nicht nachqualifiziert | D-6-63-000-57   |                                                                 |
| Unterer Kirchberg, bei der Abzweigung des Unteren Katzenbergwegs (Standort)                                               | Bildstocksockel                                                 | Geschweifter Inschriftsockel, Kalkstein, bezeichnet „1777“, moderner Reliefaufsatz mit Büste des Schmerzensmannes und Weintrauben, zweite Hälfte 20. Jahrhundert | D-6-63-000-121  | Bildstocksockel                                                 |
| Unterer Kirchbergweg ()                                                                                                   | Bildstock                                                       | Wohl 16./17. Jahrhundert; nicht nachqualifiziert | D-6-63-000-584  |                                                                 |
| Unterer Kirchbergweg 128 (Standort)                                                                                       | Bildstock                                                       | Gestuftes Fundament mit Pfeiler und Satteldach-Nischenaufsatz, Kalkstein, 18. Jahrhundert(?) | D-6-63-000-585  | Bildstock                                                       |
| Wenzelstraße (Standort)                                                                                                   | Sogenannter Heidingsfelder Sühnebildstock                       | Bedeutendes Zeugnis der mittelalterlichen deutschen Rechtsgeschichte, schmaler Inschriftschaft mit Flachrelief des heiligen Laurentius und Stifterfigur (Kopie, zweite Hälfte 20. Jahrhundert), Reliefaufsatz mit krabbenbesetztem Giebel und Kreuzigungsgruppe (Kopie von 1935), Sandstein, gotisch, bezeichnet „1432“ | D-6-63-000-616  | Sogenannter Heidingsfelder Sühnebildstock                       |
| Werkingstraße (Standort)                                                                                                  | Ziehbrunnen                                                     | Runde Brunnenbrüstung mit zwei Pfeilern und Balken mit Voluten und Kugelbekrönung, Kalkstein, bezeichnet „1698“, erneuert | D-6-63-000-617  | Ziehbrunnen                                                     |
| Werkingstraße (Standort)                                                                                                  | Gartenanlage                                                    | Baumbestanden, auf dem ehemaligen Grabengelände entlang der östlichen Stadtmauer, um 1900 Grottenbrunnen, Kalkstein, um 1900 Toilettenhäuschen, eingeschossiger Walmdachbau, Dachreiter mit Lamellenöffnungen und blecherner Schweifhaube, Putzmauerwerk mit Kalksteinrahmungen, erstes Viertel 20. Jahrhundert | D-6-63-000-618  | Gartenanlage                                                    |
| Winterhäuser Straße 1 (Standort)                                                                                          | Walther (von der Vogelweide)-Schule                             | Ein- bzw. zweigeschossiger Walmdachbau über unregelmäßig dreiflügeligem Grundriss mit verspringenden Fluchten, Putzmauerwerk mit Rustikasockel und zurückhaltenden Kalksteingliederungen, Heimatstil, bezeichnet „1909“ | D-6-63-000-780  | Walther (von der Vogelweide)-Schule                             |
| Winterhäuser Straße 13 (Standort)                                                                                         | Wegkapelle mit eingestellter Heiligenfigur Christus in der Rast | Sandstein, gebauchtes Inschriftpostament, Kalkstein, spätbarock, bezeichnet „1766“, Wegkapelle erneuert | D-6-63-000-623  | Wegkapelle mit eingestellter Heiligenfigur Christus in der Rast |
| Nähe Winterhäuser Straße (Standort)                                                                                       | Gefallenendenkmal für die Kriege 1870/71 und 1914–18            | Inschriftplatte mit flankierenden Säulen und Helmzier sowie bekrönendem Löwen, Kalkstein, barockisierend, um 1920 | D-6-63-000-622  | Gefallenendenkmal für die Kriege 1870/71 und 1914–18            |
| Nähe Winterhäuser Straße (Standort)                                                                                       | Gewölbedurchlass Strecke 5321 Treuchtlingen-Würzburg            | bei Bahn-km 130,570, 1864. | D-6-63-000-1163 | BW                                                              |

## Ehemalige Baudenkmäler
In diesem Abschnitt sind Objekte aufgeführt, die früher einmal in der Denkmalliste eingetragen waren, jetzt aber nicht mehr. Objekte, die in anderem Zusammenhang also z. B. als Teil eines Baudenkmals weiter eingetragen sind, sollen hier nicht aufgeführt werden. Aktennummern in diesem Abschnitt sind ehemalige, jetzt nicht mehr gültige Aktennummern.

| Lage                                    | Objekt                            | Beschreibung                                                | Akten-Nr.      | Bild                              |
| --------------------------------------- | --------------------------------- | ----------------------------------------------------------- | -------------- | --------------------------------- |
| Dürrenberg 18; Dürrenberg 16 (Standort) | Scheune                           | Fachwerk, um 1600                                           | D-6-63-000-742 | Scheune                           |
| Kirchplatz ()                           | Ölbergkapelle                     | Mit Sandsteingruppe der Riemenschneider-Werkstatt, um 1510  | D-6-63-000-267 |                                   |
| Reuterstraße 10 (Standort)              | Evangelisch-Lutherisches Pfarramt | Barockisierend, um 1912/13                                  | D-6-63-000-461 | Evangelisch-Lutherisches Pfarramt |
| Schollergasse 17 (Standort)             | Mansarddachhaus                   | Obergeschoss teilweise verputztes Fachwerk, 18. Jahrhundert | D-6-63-000-532 | Mansarddachhaus                   |